# Transmission électromécanique

Exemple de transmission électromécanique utilisée pour l'automobile :
1. Moteur à combustion interne (MCI)
2. Embrayage
3. Moteur électrique
4. batterie d'accumulateurs
5. Boîte de vitesses

La transmission électromécanique est un type de transmission utilisé principalement dans l'automobile et le ferroviaire combinant un moteur à combustion interne (MCI) avec une transmission mécanique classique et un moteur électrique généralement alimenté par des batteries les deux fonctionnant conjointement ou séparément selon les cas. Il existe de nombreuses dispositions possibles pour les organes avec présence ou non d'embrayages ou boite de vitesses,.
Ce type de transmission est présente de nos jours sur les automobiles hybrides électriques sous l'appellation d'hybride parallèle.

## Type de transmission

### Système simple
Les deux motorisations sont disposées à la suite sur le même arbre moteur pouvant être séparées par des embrayages et associées à une boite de vitesses.

### Système différencié
Ce système consiste à combiner un moteur à combustion interne en traction purement mécanique (moteur et boite de vitesses) sur un essieu et un ou plusieurs moteurs électriques sur un autre essieu de manière indépendante, ces deux motorisations pouvant fonctionner indépendant ou conjointement. Ce système est celui employé en automobile sur la Peugeot 3008 I.

### Système doublé
Ce système consiste à combiner une motorisation du premier système (système simple) sur un essieu ainsi qu'une seconde purement électrique sur un autre essieu. Le premier véhicule à utiliser ce principe en production en série était plus complexe encore, puisque le Lexus RX400h combinait un groupe hybride entraînant les roues avant (Hybrid Synergy Drive|système HSD série-parallèle) et un moteur électrique entraînant les roues arrière. Architecture toujours d'actualité en 2020 sur les 4x4 hybrides de Toyota et Lexus.